# Marumo Gallants FC
El Marumo Gallants FC, conocido anteriormente como TTM FC, es un equipo de fútbol de Sudáfrica que juega en la Primera División de Sudáfrica, la segunda categoría nacional.

## Historia
Fue fundado en el año 2015 en la ciudad de Thohoyandou de la provincia de Limpopo con el nombre Tshakhuma Tsha Madzivhandila FC (TTM FC).
En el 2017 adquiere la plaza del Milano United FC en la Primera División de Sudáfrica cuando estaban en la segunda división.
Su entonces dueño Lawrence Mulaudzi en 2020 adquiere la plaza del Bidvest Wits FC de la Premier Soccer League y juega por primera vez en la primera categoría nacional en ls temporada 2020/21.
Siete meses después de la compra, el equipo estaba pasando por problemas financieros y fue vendido a un consorcio de farmacéuticos. En esa temporada gana su primer título importante al ganar la Copa Nedbank.

## Palmarés
- Copa Nedbank (1): 2020/21

## Participación en competiciones de la CAF
| Temporada | Torneo                       | Ronda   | Club            | Casa | Visita | Global |
| --------- | ---------------------------- | ------- | --------------- | ---- | ------ | ------ |
| 2021/22   | Copa Confederación de la CAF | 1       | Futuro Kings FC | 3-0  | 1-2    | 4-2    |
| 2021/22   | Copa Confederación de la CAF | 2       | AS Vita Club    | 2-1  | 1-1    | 3-2    |
| 2021/22   | Copa Confederación de la CAF | Playoff | TP Mazembe      | 0-0  | 0-1    | 0-1    |